# Charles Isautier
Pour les articles homonymes, voir Isautier.
 (avril 2024).
Charles Isautier est un homme d'affaires français né le 26 octobre 1917 à Saint-Pierre (La Réunion) et mort le 14 juin 1990 au Tampon. 
Frère de Paul-Alfred Isautier, il lui succède à la tête des Établissements Isautier, la distillerie familiale, lorsque celui-ci se fait élire sénateur de La Réunion. Il dirige l'entreprise pendant de nombreuses années, lui faisant connaître une diversification à laquelle il est finalement contraint de renoncer plus tard. Il est par ailleurs le président de la chambre de commerce et d'industrie de La Réunion de 1975 à janvier 1983, date à laquelle lui succède Jacques Caillé, qui était aussi son prédécesseur immédiat à ce poste.

## Pour approfondir